# Tom Burton
Thomas Michael Burton (conocido como Tom Burton; Sídney, 27 de junio de 1990) es un deportista australiano que compite en vela en la clase Laser.
Participó en los Juegos Olímpicos de Río de Janeiro 2016, obteniendo una medalla de oro en la clase Laser. Ganó cuatro medallas en el Campeonato Mundial de Laser entre los años 2014 y 2019.
En 2017 fue condecorado con la Medalla de la Orden de Australia (OAM).

## Palmarés internacional
| \| Juegos Olímpicos \| Juegos Olímpicos \| Juegos Olímpicos \| Juegos Olímpicos \| \| Año \| Lugar \| Medalla \| Clase \| \| ------------------ \| ----------------------- \| ----------------- \| ---------------- \| \| 2016 \| Río de Janeiro (Brasil) \| Medalla de oro \| Laser \| \| Campeonato Mundial \| \| \| \| \| Año \| Lugar \| Medalla \| Clase \| \| 2014 \| Santander (España) \| Medalla de plata \| Laser \| \| 2015 \| Kingston (Canadá) \| Medalla de bronce \| Laser \| \| 2017 \| Split (Croacia) \| Medalla de plata \| Laser \| \| 2019 \| Sakaiminato (Japón) \| Medalla de oro \| Laser \| |                         |                   |       |
| Juegos Olímpicos |                         |                   |       |
| Año | Lugar                   | Medalla           | Clase |
| 2016 | Río de Janeiro (Brasil) | Medalla de oro    | Laser |
| Campeonato Mundial |                         |                   |       |
| Año | Lugar                   | Medalla           | Clase |
| 2014 | Santander (España)      | Medalla de plata  | Laser |
| 2015 | Kingston (Canadá)       | Medalla de bronce | Laser |
| 2017 | Split (Croacia)         | Medalla de plata  | Laser |
| 2019 | Sakaiminato (Japón)     | Medalla de oro    | Laser |